# Pénélope à gorge bleue
Pipile cumanensis
Espèce
Statut de conservation UICN

 LC  : Préoccupation mineure
La Pénélope à gorge bleue (Pipile cumanensis) est une espèce d'oiseau de la famille des Cracidae.

## Description
Elle mesure 69 cm de long. Son plumage est noir sauf à l'extrémité des ailes et au sommet de la tête où il est blanc. Le bec est blanc à la base et bleu à l'extrémité. La gorge est bleue et les pattes rouges.

## Répartition
On la trouve dans les forêts tropicales humides du sud-est de la Colombie, au Venezuela, à l'est de l'Équateur, au Pérou, au nord-est de la Bolivie et au nord du Brésil.